# 四辻站
四辻站（日语：／ Yotsutsuji eki */?）是位於山口縣山口市鑄錢司，西日本旅客鐵道（JR西日本）山陽本線的車站。
此站至小野田站之間各站由山口地域鐵道部管轄。鄰站大道站以東由德山地域鐵道部（此站至大道站之間的第3閉塞信號機附近為邊界。兩鐵道部均由廣島分社管轄）。

## 歷史
- 1920年（大正9年）5月16日 - 鐵道省山陽本線大道站至小郡站（現時為新山口站）之間新設此站。為旅客、貨運車站。
  - 當時車站地址是山口縣吉敷郡鑄錢司村（日语：鋳銭司村）。
- 1956年（昭和31年）11月3日 - 鑄錢司村編入至山口市（第二次），車站地址是山口縣山口市鑄錢司（日语：鋳銭司村）。
- 1961年（昭和36年）5月1日 - 終止貨物起卸業務。
- 1987年（昭和62年）4月1日 - 伴隨國鐵分割民營化，車站由西日本旅客鐵道（JR西日本）營運。
- 2005年（平成17年）10月1日 - 隨著山口市（第三次）成立，車站地址是為現址。
- 2018年（平成30年）
  - 7月6日 - 發生2018年7月西日本豪雨使車站暫停服務。
  - 8月1日 - 德山站至新山口站之間重開[1]。

## 車站構造
車站是一座地面車站，本來設有2面3線的混合式月台（單式、島式月台），設有中線。在提高月台高度工程之際，島式月台一邊（2號月台，近車站大樓一邊）加設柵欄，因此成為2面2線的單式月台。車站大樓位於下行月台側，設有跨線橋連接上行月台。

### 月台
| 月台 | 路線      | 上下行 | 方向                 |
| ---- | --------- | ------ | -------------------- |
| 1    | ■山陽本線 | 上行   | 新山口、下關方向     |
| 3    | ■山陽本線 | 上行   | 防府、德山、岩國方向 |

- 在月台上沒有月台編號牌，在車站大樓內的地圖和時間表中顯示了月台編號。等柵欄閉封的為2號月台（中線），沒有架空電纜。2號月台的路軌只可連接も新山口方向的下行路軌和德山方向的上行路線，而電動列車不會使用該月台。

## 使用狀況
以下為近年1日平均乘車人次列表：
| 乘車人次變化 | 乘車人次變化    |
| 年度         | 1日平均乘車人次 |
| ------------ | --------------- |
| 1999         | 444             |
| 2000         | 450             |
| 2001         | 432             |
| 2002         | 408             |
| 2003         | 403             |
| 2004         | 392             |
| 2005         | 380             |
| 2006         | 349             |
| 2007         | 347             |
| 2008         | 361             |
| 2009         | 348             |
| 2010         | 329             |
| 2011         | 336             |
| 2012         | 346             |
| 2013         | 356             |
| 2014         | 336             |
| 2015         | 360             |
| 2016         | 363             |
| 2017         | 346             |
| 2018         | 326             |

## 車站周邊
- 山陽自動車道 山口南交匯處（日语：山口南インターチェンジ）
- 國道2號、國道2號 小郡道路（日语：小郡道路）
- JA山口中央鑄錢司分所
- 山口市立鑄錢司小學
- 長澤池
- 長澤溫泉 長澤花園
- 周防鑄錢司遺址
- 大村益次郎夫妻之墓
- 山口縣研討園（日语：山口県セミナーパーク）、山口綜合教育支援中心（日语：やまぐち総合教育支援センター）

## 相鄰車站
西日本旅客鐵道
■山陽本線
大道－四辻－新山口

## 注腳
1. ↑  . 朝日新聞. 2018-07-08  [2020-03-30]. （原始内容存档于2018-07-16）.
2. ↑  山口縣統計年鑑

## 外部連結
- 四辻｜車站資訊：JR出門網 - 西日本旅客鐵道